# جایزه بزرگ بحرین ۲۰۲۵
جایزه بزرگ بحرین ۲۰۲۵ (با نام رسمی جایزه بزرگ فرمول یک گلف ایر بحرین ۲۰۲۵) یک مسابقه اتومبیل‌رانی برای خودروهای فرمول یک بود که در تاریخ ۱۳ آوریل ۲۰۲۵ در پیست بین‌المللی بحرین واقع در صخیر، بحرین برگزار شد. این مسابقه چهارمین دور از رقابت‌های قهرمانی جهان مسابقات فرمول یک فصل ۲۰۲۵ بود. اسکار پیاستری از تیم مک‌لارن با تبدیل پل پوزیشن خود به پیروزی، بالاتر از جورج راسل از تیم مرسدس و هم‌تیمی‌اش لاندو نوریس از خط پایان عبور کرد.
این رویداد برای بیست‌ویکمین بار در تاریخ پیست بین‌المللی بحرین واقع در صخیر، در آخر هفتهٔ ۱۱ تا ۱۳ آوریل برگزار شد. جایزه بزرگ بحرین چهارمین دور از رقابت‌های قهرمانی جهان فرمول یک ۲۰۲۵ و بیست‌ویکمین دوره از برگزاری جایزه بزرگ بحرین بود.